# Skete

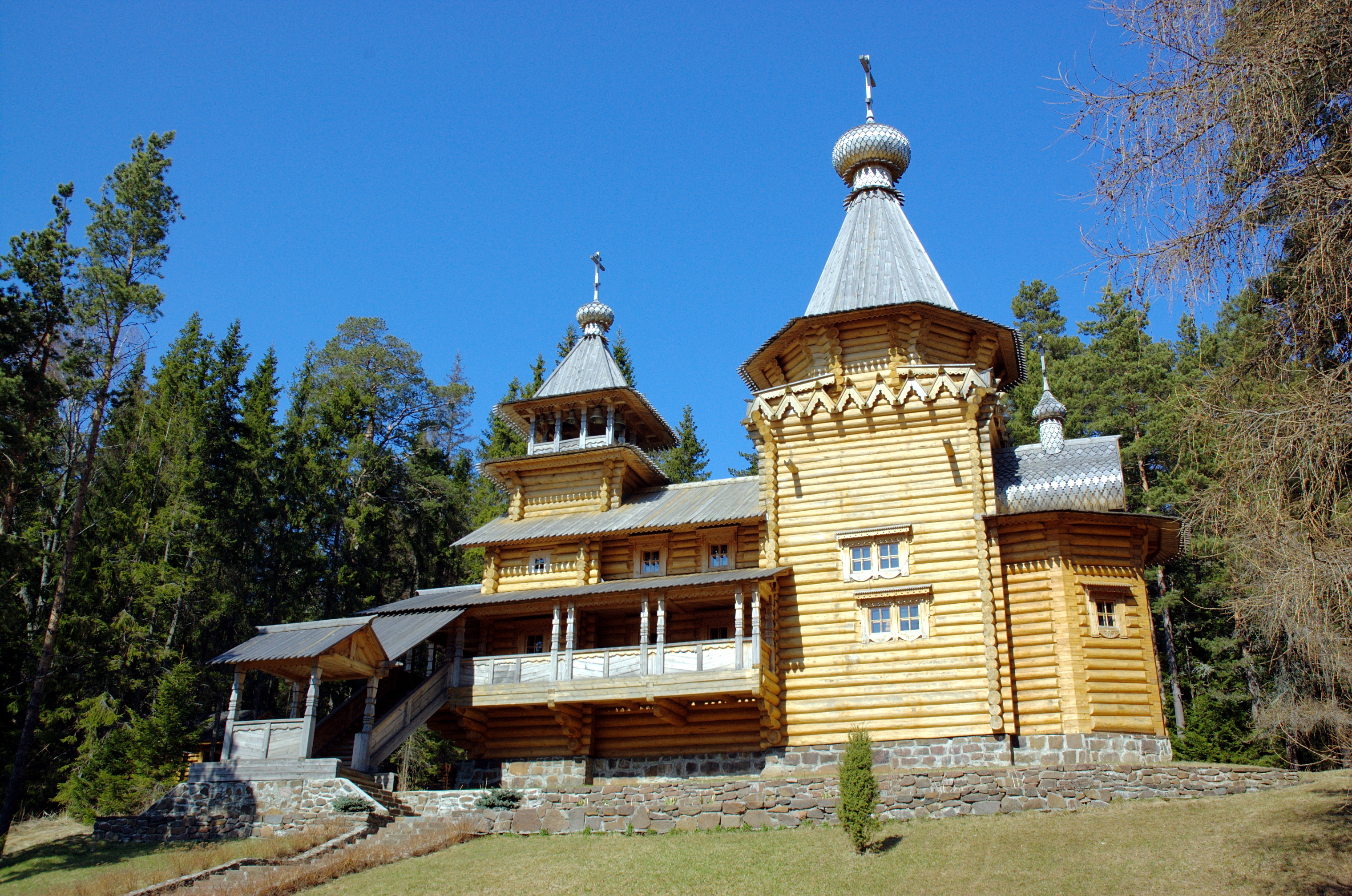
Un skete del monasterio de Valaam (Rusia)

Una skete (en griego: Σκήτη) o skiti es una comunidad de ermitaños bajo el mandato de un monasterio, a los que se les permite la práctica de su culto de forma aislada pero aportándoles cierta ayuda y seguridad. Hoy día este tipo de asceterios se puede encontrar, en su mayor parte, en la Iglesia ortodoxa.
Una skete normalmente consta de un área común de culto (una iglesia o capilla) y una serie de pequeñas casas para un pequeño número de monjes o monjas.
En la tradición temprana del cristianismo, las sketae eran una forma de vida monástica y el puente entre el movimiento cenobítico (comunidad de monjes o monjas viviendo juntos) y los anacoretas (ermitaños viviendo en soledad). En los comienzos de la Iglesia, a medida que el ascetismo se iba desarrollando, los hombres y mujeres que deseaban ser ermitaños, primero debían pasar por una skete como preparación. 
El término skete ha quedado en desuso en la Iglesia occidental; sin embargo, la vida eremítica comunal de los ermitaños cartujos y carmelitas es similar a la de las sketae de las iglesias orientales.